# ناتاشا ميريت
ناتاشا ميريت (بالإنجليزية: Natacha Merritt)‏ هي مصورة أمريكية، ولدت في 1977.

## وصلات خارجية
- الموقع الرسمي